# Hamraätten
Hamraätten (kallas också Hambrasläkten och av Jan Raneke för Peder Laurenssons ätt) är ett nutida konventionellt namn på en svensk medeltida frälseätt från Uppland som fått sitt namn från godset Hamra i Fröslunda socken i Uppland. Ätten innehade också sätesgårdarna Fröslunda i Fröslunda socken, samt Skadevi och Eknäs i närliggande Häggeby socken, Håbo härad. Ätten utdog innan Sveriges Riddarhus grundades 1626, varför den aldrig blev introducerad där.

## Blasonering
Vapnet beskrivs i Det medeltida Sverige som "sköld delad av tandskura", med vapenlikhet med Sandbroätten, och på andra platserbeskrivet som "delad sköld med snedbjälke i övre fältet", eller "delad sköld med en ginbalk i det övre fältet".

## Hamra
Hamra gård i Fröslunda socken är känd som sätesgård från 1409.

## Släkttavla i urval
1. Lars eller Laurens Jönsson till Hamra och Fröslunda (död efter 1477), väpnare och häradshövding, omnämnd 1444.
  1. Ingemund Larsson till Hamra, Fröslunda och Skadevi (före 1463-efter 1495), häradshövding i Lagunda härad, var gift med Ingeborg Pedersdotter (ekelöv?)
    1. Kristina Ingemundsdotter (1470-1508), som enligt Gustaf Elgenstierna i vapnet förde tre strålar i kors och var gift med Simon Ragvaldsson Körning i hennes 1:a gifte (gift 2:o 1508 med Jeppe Carlsson Störla den yngre).[5] Död i Näsby, Vårdinge, Södermanland.[6]
    2. Per Ingemundsson (Hamraätten) till Skadevi, bebodde också sätesgården Eknäs i Häggeby socken åren 1535-1557.[1] Gift med Bengta Knutsdotter, dotter till Knut Torstensson. Arvskifte efter Per Ingemundsson hölls 10 december 1557.[7]

  2. Peder Larsson (sköld delad av tandskura) till Skadevi, väpnare, nämnd 19 maj 1453 när han beseglar ett brev i Uppsala, [8] och året därefter 1454, när han säljer till herr Gregers Bengtsson 7 örtugland jord i Lejsta i Rasbo socken och härad för 12 mark penningar, så gott mynt att det går 8 ½ mark på en lödig mark silver. [9]

### Personer med okänd, men trolig koppling till ätten

#### 1300-talet
Med okänd men trolig koppling till ätten nämns den 15 februari 1378 bland tio andra fastar Lars i Hamra (Lavrinze j Hambre) och Jöns Larsson (Jønise Lavrinsson), när Peter i Enberga (Eneberga i Fröslunda socken), underhäradshövding i Lagunda härad, på herr Arvid Gustavssons vägnar, utfärdar fastebrev. Peter i Eneberga (Pæthar j Enebærghum vndehæræzhøfdhinge j Laghund) synes föra ett vapen delad av tandskura, omskriften oläslig (initialsigill, bokstaven P).

#### 1400-talet
30 september 1498 nämns Peter Larsson i Fröslunda när han med flera personer säljer till Olof Svarte jord i ”Aleboda och Laagebode”. Vilken Väpnaren Olof Svarte Torbjörnsson den 21 december samma år skänker till Västerås domkyrka.

#### 1500-talet
Fogden Peder Larsson är nämnd som gift 1553 med Brita Andersdotter (Örnflycht (död omkring 1575) i hennes andra gifte, tidigare gift med Per Eriksson (Schack av Skylvalla). Brita Andersdotter erhöll Sätuna i morgongåva. Hon var dotter till Arent Persson (Örnflycht) och hans hustru Barbro Stigsdotter (tre rosor). Hennes son från första giftet ärvde Hamra gård och skrev sig Erik Persson (Schack) till Hambra  Erik Persson var död ogift 1601.

#### 1600-talet
Hamra synes ha ärvts av Erik Göransson (Musla) till Hambra (död 30 november 1605), son till Göran Andersson (Musla) och Sissela Fleming. På långt håll var han släkt med Erik Persson (Schack), genom att Göran Anderssons far Anders Persson till Målö var gift med Anna Gjordsdotter (Schack), som var syskonbarn med Erik Perssons fader.